# الشبيكات (حبيل جبر)

تعديل مصدري - تعديل

الشبيكات هي إحدى قرى عزلة حبيل جبر بمديرية حبيل جبر التابعة لمحافظة لحج، بلغ تعداد سكانها 7 نسمة حسب تعداد اليمن لعام 2004.